# Imide

Imide

En chimie organique, un imide est un amide secondaire, c'est-à-dire un amide où le radical ammonium est lié à deux groupes carbonyle (R-C=O) via l'atome d'azote. Du point de vue de la nomenclature, une structure linéaire de type R-CO-NH-CO-R est un amide secondaire et non un imide.
Ils sont généralement préparés à partir d'un sel d'ammonium ou amide et d'un acide carboxylique ou son anhydride. La structure générique, schématisée à droite est proche de celle d'un anhydride d'acide.

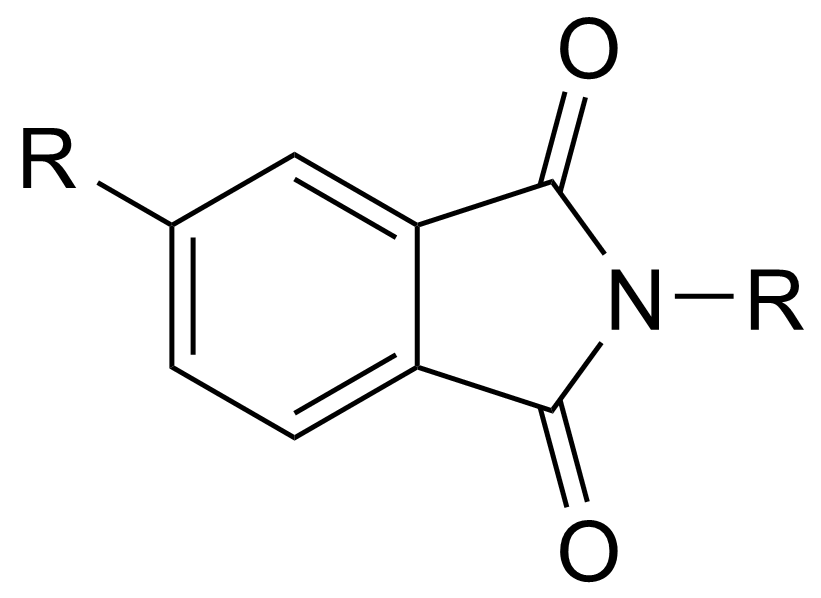
Phtalimide substitué, groupe imide hétérocyclique aromatique

Un imide important est le phtalimide, imide de l'acide phtalique, un produit intermédiaire dans la fabrication des pigments phtalocyanine dont certains sont luminescents. Un exemple d'imide cyclique est le succinimide.
Imide peut aussi désigner l'ion NH2−, base forte qui se transforme en ammoniaque en présence d'eau.

## Utilisation industrielle
L'utilisation industrielle par l'industrie chimique est principalement en tant que monomère, substance de base des polymères, les polyimides, souvent à partir d'imides incorporant un acide dicarboxylique aromatique (exemple de structure à droite).